# 伊東孝明
伊東 孝明（いとう たかあき、本名：伊藤 貴明、1971年5月4日 - ）は、東京都出身の俳優・タレント。血液型O型。既婚。所属事務所はオスカープロモーション。
伊東四朗の次男。伊藤 隆明でデビューし、ごく初期に改名して伊東 貴明で長く活動、現在は孝明に再改名して活動している。伯父は教育評論家の伊藤竹三（四朗の実兄）。

## 略歴・人物
1992年にタレントデビュー。かつては父と同じオルテ企画に所属していた。
マツコ・デラックスからは、父・四朗が出演しているCMにちなんで「白子のり」と呼ばれていた。
『5時に夢中!』では、落ち着いた口調と毒舌を含んだトークで司会進行をしていた。
2007年12月28日放送の年末特番「年の瀬も夢中!」において降板した（理由は仕事を舞台出演に集中させるためとのこと）。
その後、「5時に夢中!」にゲストとして出演している。
父・四朗とヤクルト本社「タフマン」、白子のりのCMや『おかしな刑事』等の2時間ドラマで共演している。

## 出演

### テレビドラマ
- おんなは度胸（1992年、NHK総合） - 板前・大川太 役（伊藤隆明 名義）
- 渡る世間は鬼ばかり 第2シリーズ（1993年、TBS）
- 月曜ドラマスペシャル→月曜ミステリー劇場→月曜ゴールデン→月曜名作劇場（TBS）
  - 看護婦探偵 戸田鮎子シリーズ - 正岡研修医 役
    - 看護婦探偵 戸田鮎子1「代理母殺人事件」（1994年7月11日） - 伊藤隆明 名義
    - 看護婦探偵 戸田鮎子2「死の誕生パーティー」（1995年3月20日） - 伊東貴明 名義

  - 殺意の照明（1995年6月5日） - 刑事 役（伊東貴明 名義）
  - 探偵 左文字進シリーズ
    - 吉野刑事 役
      - 探偵 左文字進2「汚れた勲章」（2000年4月17日）
      - 探偵 左文字進3「空巣と殺人」（2001年5月14日）
      - 探偵 左文字進4「殺人ツアーにようこそ」（2001年10月15日）
      - 探偵 左文字進5「三人目の女」（2002年4月8日）
      - 探偵 左文字進6「避暑地の殺人者」（2002年10月7日）

    - 吉田徹 役
      - 探偵 左文字進7「失踪」（2003年4月7日）
      - 探偵 左文字進8「鶴富姫伝説の殺意」（2003年9月29日）
      - 探偵 左文字進9「16年目の訪問者」（2004年5月10日）
      - 探偵 左文字進10「悪魔と天使」（2006年7月10日）
      - 探偵 左文字進11「完璧な犯罪」（2007年11月5日）
      - 探偵 左文字進12「凶器の隠し場所」（2008年6月16日）
      - 探偵 左文字進13「左文字が殺人犯!?」（2009年1月5日）
      - 探偵 左文字進14「撮影所誘拐事件」（2010年4月5日）
      - 探偵 左文字進15「長崎・軍艦島の殺意」（2011年7月18日）
      - 探偵 左文字進16「他人になった女」（2013年4月15日）

  - 税務調査官・窓際太郎の事件簿5（2000年7月3日） - 山田健一 役（伊東貴明 名義）
  - 十津川警部シリーズ（渡瀬恒彦版）
    - 十津川警部シリーズ43「伊勢志摩殺人迷路〜円空の謎〜」（2010年3月29日） - 鈴木明 役
    - 十津川警部シリーズ50「消えたタンカー」（2013年9月9日） - 小島史郎 役

  - 警視・深町征爾1「狼は天使の匂い」（2012年1月30日）
  - 狩矢警部シリーズ 1　（2000年） - 岸英治役　　（伊東貴明 名義）
  - 狩矢警部シリーズ12「京都香道殺人事件」（2012年11月19日） - 菊池マネージャー 役
  - 捜査指揮官 水城さや1（2013年1月28日） - 浜田 役
  - おふくろ先生の診療日記6（2013年11月4日） - 松岡 役
  - 十津川警部シリーズ - 日下刑事 役（内藤剛志版）
    - 新・十津川警部シリーズ1「伊豆・下田殺人ルート」（2017年1月23日）
    - 新・十津川警部シリーズ2「伊香保温泉殺人事件」（2017年4月3日）
    - 十津川警部シリーズ3「伊豆踊り子号殺人迷路」（2017年9月11日）
    - 十津川警部シリーズ4「愛と裏切りの伯備線」（2017年10月16日）
- 女と愛とミステリー（テレビ東京）
  - 多摩南署たたき上げ刑事・近松丙吉1（2001年8月8日）- パチンコ店の店員 役（伊東貴明 名義）
- ひとり暮らし（1996年、TBS）（伊東貴明 名義）
- 忠臣蔵（1996年　フジテレビ） - 高田郡兵衛 役（伊東貴明 名義）
- 理想の結婚（1997年、TBS） - 安藤次男 役
- 金曜エンタテイメント（フジテレビ）
  - 女弁護士水島由里子の危険な事件ファイルNo.2（1998年5月15日） - 野々宮亮二 役
  - 年の差カップル刑事シリーズ - 紺野浩介 役
    - 年の差カップル刑事1「お父さんは許しません」（1998年10月23日）
    - 年の差カップル刑事2「お嬢さんを私に下さい」（2001年9月7日）

  - 屋台弁護士第1作（2005年6月8日）- 山地啓吾 役
  - 名司会者・寿鶴子 殺人スピーチ2（2006年4月7日） - 目黒昭夫 役
- 火曜サスペンス劇場（日本テレビ）
  - 検事霧島三郎6（1999年4月）
  - 九門法律相談所10「大切な人」（1999年7月6日） - 鈴木一也 役（伊東貴明 名義）
  - 警視庁鑑識班シリーズ - 小倉泰之 役
    - 警視庁鑑識班15（2002年10月29日）
    - 警視庁鑑識班16（2003年4月15日）
    - 警視庁鑑識班17（2004年6月8日）
    - 警視庁鑑識班19（2005年5月24日）
- バースデイ〜こちら椿産婦人科〜（1999年） - 岡崎亮平
- 連続テレビ小説 私の青空（2000年、NHK） - 弘田吾朗 役
- 松本清張特別企画・危険な斜面 （2000年、TBS） - 遠山 役
- 暴れん坊将軍X 第18話「罠に落ちた女の夢! あの頃の私に戻りたい」（2001年、テレビ朝日） - 弥吉 役（伊東貴明 名義）
- 旗本退屈男 (2001年のテレビドラマ)（2001年） - 新城和馬
- 水戸黄門（TBS）
  - 第29部 第22話「天狗面が悪を斬る! -新発田-」（2001年8月27日） - 中山安兵衛 役
  - 第40部 第17話「暴かれた芭蕉の正体!? -山中-」（2009年11月30日） - 嘉助 役
  - 第42部 第14話「命を張った弥七の度胸 -松江-」（2011年1月24日） - 堀江森之丞 役
- 京都迷宮案内3（2001年、テレビ朝日）
- こちら本池上署（TBS）
  - 第1シリーズ 第4回「時効24時間前の涙」（2002年7月29日） - 小宮山隆 役
  - 第5シリーズ 第13回「幽霊タクシー」（2005年9月5日） - 矢追正一 役
- 土曜ワイド劇場（テレビ朝日）
  - 新聞記者 鶴巻吾郎の事件簿1
  - 特急車掌永瀬はるかの事件簿（1999年5月29日） - 山田刑事 役
  - 京都貴船川殺人事件（2000年） - 岸英治 役
  - おかしな刑事シリーズ（2003年 - ） - 大崎通夫 役
  - 京都南署鑑識ファイル（2005年 - ） - 海老原太 役
  - デパート仕掛け人!天王寺珠美の殺人推理3（2009年10月17日） - 冴島直樹 役
  - さすらいの女弁護士 山岸晶（2010年7月24日） - 橘誠司 役
  - タクシードライバーの推理日誌28（2010年12月11日） - 岩永博之 役
- 警視庁鑑識班2004（2004年1月14日 - 3月17日、日本テレビ） - 小倉泰之 役
- 慶次郎縁側日記  - 山口屋太郎右衛門 役
  - 第1シリーズ 第3回「花嫁」（2004年）
  - 第2シリーズ 第3回「逢魔ヶ時」（2005年）
- 上を向いて歩こう〜坂本九物語〜（2005年、テレビ東京） - 勝呂誉 役
- 覚悟〜戦場ジャーナリスト橋田信介物語 イラクに散った不屈の魂（2005年8月15日TBS）
- プリマダム（2006年、日本テレビ）
- 愛の劇場 すてきにコモン!（2006年、TBS） - 北原智也
- 林家三平ものがたり おかしな夫婦でどーもスィマセーン!（2006年、テレビ東京） - 医師 役
- 太閤記〜天下を獲った男・秀吉（2006年、テレビ朝日系） - 一若
- 水曜ミステリー9 （テレビ東京）
  - 多摩南署たたき上げ刑事・近松丙吉6「仰角の写真〜死者の微笑は何を語る? 美談の裏に不倫スキャンダル!?愛が殺意に変わるとき」（2006年10月4日）- 柚木修一 役
  - 湯けむりドクター華岡万里子の温泉事件簿5（2011年12月28日） - 清水良平役
  - 小杉健治サスペンス 決断（2015年3月4日） - 戸山洋司役
  - 小杉健治サスペンス・保身（2015年7月1日） - 金谷次郎 役
  - 警視庁特命刑事☆二人2（2017年1月25日） - 渡辺邦彦 役
- 浅草ふくまる旅館（2007年） - 榎木戸悟
- 金曜プレステージ （フジテレビ）
  - 屋台弁護士 - 山地啓吾 役
    - 第2作（2007年4月27日）
    - 第3作（2009年9月11日）

  - 松本清張没後20年特別企画 疑惑（2012年11月9日、フジテレビ / ケイファクトリー） - 岸野 役
- 仮面ライダーW 第5・6話（2009年、テレビ朝日） - 鷹村源蔵 役
- 松本清張生誕100年スペシャル・夜光の階段（テレビ朝日） - 江頭善造 役
  - 第3話「飛躍」（2009年5月7日）
  - 第4話「策略」（2009年5月14日）
- 天使の代理人（2010年10月、東海テレビ） - 岩田医師
- 相棒（テレビ朝日）
  - 相棒 Season 9 第16話（2011年2月23日） - 森井孝次郎 役
  - 相棒 season22 第1話・第2話（2023年10月18日・25日） - 坪内吉謙 役
- 土曜ドラマスペシャル 神様の女房 第3話（2011年10月15日、NHK） - 井植薫 役
- Answer〜警視庁検証捜査官 第8話（2012年6月6日、テレビ朝日） - 小嶋一輝 役
- 警視庁捜査一課9係（テレビ朝日）
  - 警視庁捜査一課9係 season7 第8話「犬は見ていた」（2012年8月22日） - 岩間俊和 役
  - 警視庁捜査一課9係 season10 第3話「伝説の鑑識」（2015年5月6日） - 今井敏和 役
  - 警視庁捜査一課9係 season12 第1話「かかし連続殺人」（2017年4月12日） - 小松原圭吾 役
- モメる門には福きたる（2013年1月 -、東海テレビ） - 草川一夫 役
- ミエリーノ柏木 第2話（2013年1月18日、テレビ東京） - 田村伸治 役
- お助け屋☆陣八 第7話（2013年2月21日、読売テレビ） - 澤田謙介 役
- DOCTORS 2〜最強の名医〜（テレビ朝日） - 矢野倉実 役
  - 第5話「今夜、クーデターが始まる!!」（2013年8月8日）
  - 第6話「次のターゲットは!? 手術拒否の患者の謎」（2013年8月15日）
  - 第7話「派閥崩壊!! 余命半年の患者を救う必殺技」（2013年8月22日）
  - 第8話「決戦前夜!! 輸血不可能!?新チームが挑む」（2013年8月29日）
  - 最終話「前代未聞の合同オペ!! いざ最強決戦!!」（2013年9月5日）
- 獣医さん、事件ですよ 第1話（2014年7月3日、読売テレビ） - 山崎文彦 役
- 東京スカーレット〜警視庁NS係 第1話（2014年7月15日、TBS） - 遠山卓郎 役
- ラスト・ドクター〜監察医アキタの検死報告〜 第6話（2014年8月22日、テレビ東京） - 阿部真治 役
- 初森ベマーズ（2015年7月 - 9月、テレビ東京） - 大河内 役
- 科捜研の女 SEASON 15 第1話「煉瓦の家」（2015年10月15日、テレビ朝日） - 栄村治彦 役
- 松本清張特別企画 喪失の儀礼（2016年3月30日、テレビ東京） - 三木章一 役
- ドクターカー（2016年4月 - 6月、読売テレビ） - 岡村克矢 役
- 真田丸（2016年、NHK） - 本多正純 役
- ドクターY〜外科医・加地秀樹〜（2016年） - 磯野康介 役
- 遺留捜査第4シリーズ 第5話（2017年8月10日、テレビ朝日） - 岩田直人 役
- 特捜9（テレビ朝日）
  - season1 第4話「床下の白骨死体」（2018年5月2日） - 村田肇 役
  - スペシャル（2019年4月7日） - 田野崎真輔 役
- 指定弁護士 (テレビドラマ)（2018年） - 斎藤益道 役
- 駐在刑事 Season2 最終話「衝撃と涙の最終回! 女たちの密約…愛した人の裏の顔を暴け!!」（2020年3月6日、テレビ東京） - 大和田慎二 役
- 神様のカルテ 第4夜（2021年） - 大岡恵一 役
- 准教授・高槻彰良の推察 Season2（2021年、WOWOW） - 遠藤哲生 役
- 警視庁・捜査一課長 season6 第1話・第2話（2022年4月14日・21日、テレビ朝日）- 鵜飼頼道 役
- 日本統一 北海道編（2022年、UHB北海道文化放送） - 西野浩一 役
- シャイロックの子供たち（2022年、WOWOW） - 高島勲 役
- 正直不動産2 第3話（2024年1月23日、NHK総合） - 筒井 役
- 令和サスペンス劇場「旅人検視官 道場修作」愛知県蒲郡・西浦温泉殺人事件（2024年4月14日、BS日テレ） - 横田光也 役[2][3]
- 特捜9 final season 第7話（2025年5月21日、テレビ朝日） - 庄田雅樹 役[4]

### バラエティ
- ホンモノの伊東一家は海外嫌い!?（2001年〜、テレビ朝日）
- 5時に夢中!（TOKYO MX・2007年1月9日-2007年12月28日） - 司会
- 世直しバラエティー カンゴロンゴ (NHK、2009年1月4日)

### 映画
- 渋谷物語（2005年） - 蔡 役
- THE 有頂天ホテル（2006年） - 記者1 役

### 舞台
- 社長放浪記（2007年）
- みんながらくた（2021年）
- 「シェイクスピア物語〜真実の愛〜」〜SHAKESPEARE OF TRUE LOVE〜（2022年） - ヘンリー・ロートン 役[5]

### ネットドラマ
- Cradle［クレイドル］ -眠れぬ夜の子守唄-（2007年、日本ベーリンガーインゲルハイム、全10話） - 小山紀之 役

### テレビアニメ
- ぼのぼの（2016年）ぼのぼののお父さん〈初代〉、イタチのおっさん、クズリくんのおとうさん〈初代〉、ベーヤンさん、ウサギさん 役

### CM
- ヤクルト本社 タフマン
- 麒麟麦酒 麒麟淡麗〈生〉（2009年2月14日 - ） - ナレーション
- パナソニック VIERA（2009年4月3日 - ） - ナレーション
- 白子のり 伊東さんの語りシリーズ（2009年10月 - ）